# Pehr Pettersson
Pehr Pettersson, född 8 april 1806 i Tensta församling, död 3 juni 1895 i Björklinge församling, var en svensk präst.

## Biografi
Pettersson föddes 1806 i Tensta församling. Han var son till en bonde. Pettersson blev 1823 student vid Uppsala universitet och prästvigdes 21 juni 1829. Han avlade pastoralexamen 4 juni 1836 och blev 31 maj 1837 kyrkoherde i Östra Ryds församling. Den 15 oktober 1840 blev han extra ordinarie kunglig hovpredikant. Pettersson blev 4 februari 1850 kyrkoherde i Björklinge församling, tillträdde samma år och blev 2 mars 1859 kontraktsprost i Norunda kontrakt. Han blev 12 maj 1873 ledamot av Vasaorden. Pettersson avled 1895 i Björklinge församling.

### Familj
Pettersson gifte sig 1838 Maria Sophia Lychou (1811–1888). Hon var dotter till bryggareåldermannen Gustaf Lychou och Mara Cornér.